# Great Seal Bug

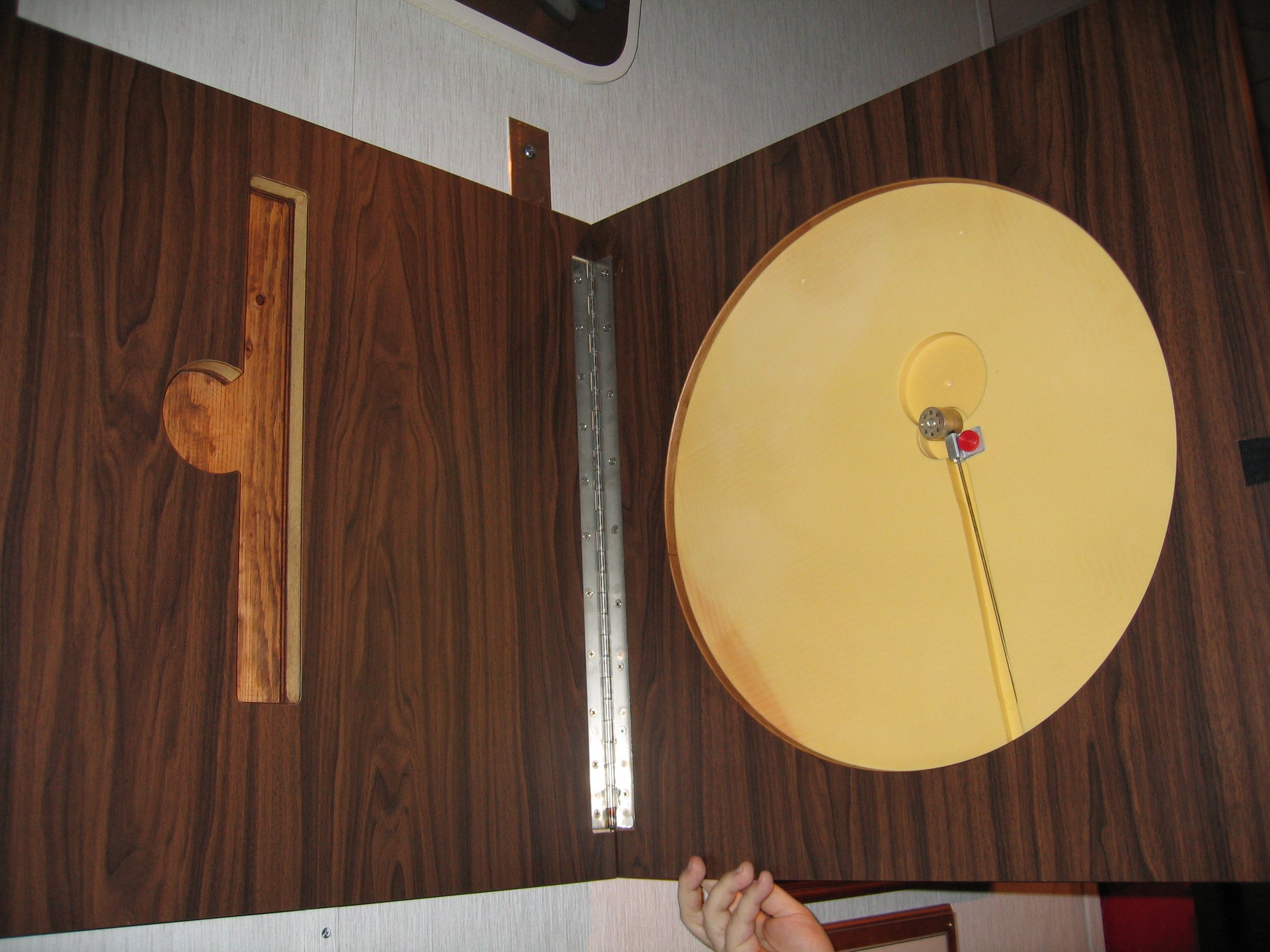
Replika av US great seal med mikrofon i "National Cryptologic Museum"

The Great Seal Bug, även kallad Thing, var en sovjetisk spionapparat och en av de allra första passiva buggningsapparaturerna. Det innebär att den fick sin energi från och aktiverades helt med hjälp av elektromagnetiska vågor från en yttre källa och fungerade därmed som en slags stämgaffel för vågor med en frekvens på 330 MHz. Tekniken som låg bakom hade utvecklats av Léon Theremin i ett hemligt NKVD/KGB-laboratorium. För detta blev han 1947 belönad med Stalinpriset av första graden.

## Sigillet överlämnas
En grupp sovjetiska pojkscouter sökte den 4 augusti 1945 audiens hos den amerikanska Moskvaambassadören Averell Harriman. De ville överlämna en vänskapsgåva till sina allierade i kriget mot Tyskland. Gåvan bestod i en dryg halvmeter stort snidat sigill i trä, föreställande det amerikanska statsvapnet, den amerikanska örnen. Gåvan togs emot, men efter att besökarna gått gick de amerikanska teknikerna noggrant igenom den. De kunde dock inte upptäcka något misstänkt.

## Sigillet används och undersöks igen
Efter att amerikanerna två dagar senare släppt Hiroshimabomben, sökte sovjetiska UD upp ambassadören för att diskutera denna nya vändning i kriget. Eftersom teknikerna inte funnit något märkligt med sigillet monterades det i all hast upp på väggen bakom ambassadörens skrivbord.
Där fick den sitta fram till 1952 när man efter tips från britterna bestämde sig för att återigen undersöka skapelsen, nu än mer noggrant och med förbättrad teknik. Denna undersökning visade heller ingenting anmärkningsvärt men man beslutade att sigillet även skulle kontrolleras med röntgen för säkerhets skull. På röntgenbilderna kunde nu en större hålighet ses i sigillet. I denna hålighet fanns även ett pennliknande föremål i metall.
Däremot syntes inga kablar, batterier eller radiorör på röntgenbilderna. Man bestämde dock att sigillet skulle tas isär.

### Sigillet plockas isär
Det visade sig att det i örnens näbb fanns genomgående hål som ledde in till det större hålrummet i sigillet. I detta hålrum fanns en försilvrad kopparcylinder, knappt 2,5 cm i diameter. Ovansidan var täckt med ett mycket tunt metallmembran. Detta var så ömtåligt att det förstördes i samband med demonteringen. 
I cylinderns mitt fanns ett T-format stift som gick nästan ända fram till membranet. Från sidan på cylindern stack sedan ett kopparspröt ut cirka 23 cm genom en isolering. Den fria änden på kopparsprötet var spetsig medan den ändan som gick in i cylindern också avslutades i ett T-format stift som nästan nuddade det andra stiftet i mitten av cylindern.
Man gissade att detta var en mikrofon av okänd typ och att den troligen kunde startas fjärrstyrt. Men på vilket sätt den fungerade, om den över huvud taget gjorde det, hade de ingen aning om. Tekniken var så främmande att tingesten helt sonika döptes till ”Thing” efter karaktären i den tecknade serien ”Addams Family” som just då fanns i tidningen ”The New Yorker”.

### Tekniken förklaras
Det dröjde ända till 1956 innan en tekniker på MI5 i England, Peter Maurice Wright (9/8 1916 – 27/4 1995), förstod tekniken bakom konstruktionen. Ljudet i rummet leddes genom de noggrant avstämda hålen i näbben in till den inre håligheten. Denna var i sin tur också noggrant utformad och fungerade som en resonanslåda som förstärkte ljudet i rummet.

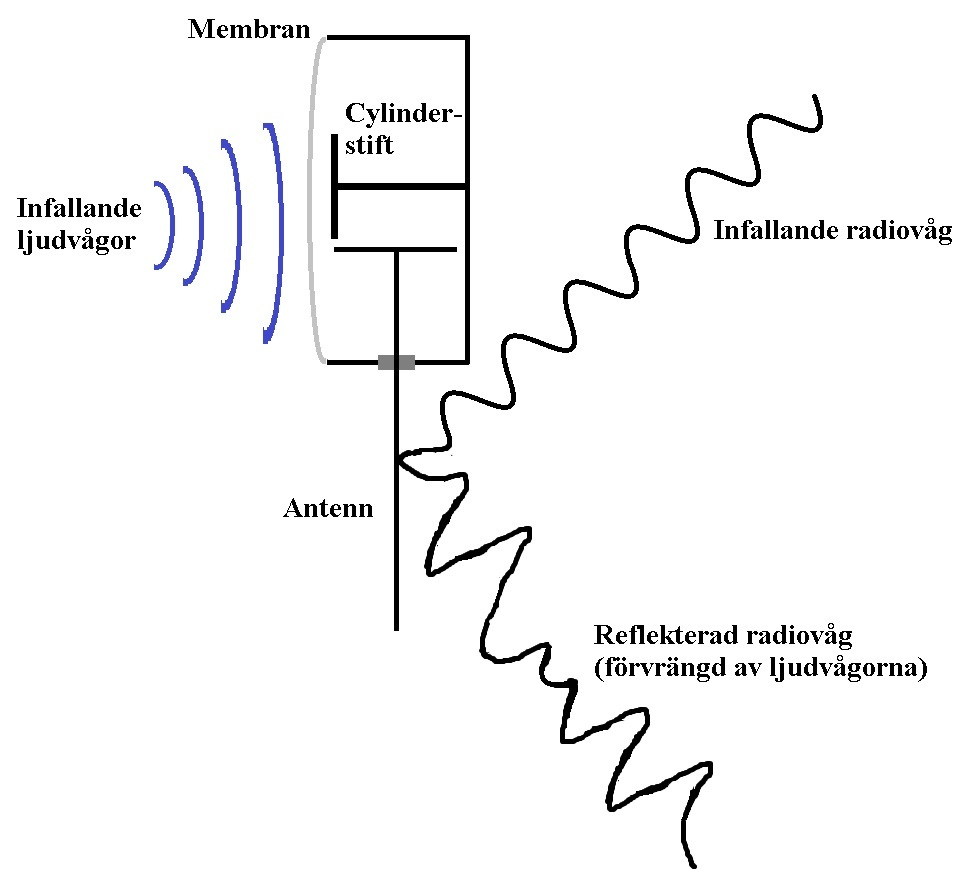
Förklaring av tekniken bakom

Det förstärkta ljudet satte mikrofonens membran i rörelse. Membranets rörelse påverkade i sin tur den underliggande cylinderns volym, samma grundprincip som används idag i en modern kondensatormikrofon där ljudet påverkar kapacitansen i kondensatorn, proportionellt mot membranets rörelser. En modern kondensatormikrofon kräver dock en extern strömkälla som laddar upp mikrofonkapselns kondensatorplattor. 
Som strömkälla användes kopparsprötet som även agerar antenn. Genom att sända en mycket noggrant avstämd radiovåg på 330 MHz mot kopparsprötet, laddades kondensatorn (cylindern) upp. Det ljud som träffade membranet påverkade cylinderns kapacitans och skapade i gengäld även en obalans i kopparsprötet. Denna var direkt proportionell mot ljudet som uppfattades av mikrofonen. Med en känslig mottagare som tog emot retursignalen från kopparsprötet och sedan filtrerade bort den ursprungliga radiosignalen, kunde NKVD (föregångaren till KGB och nuvarande FSB) lyssna på konversationen i rummet. Genom lösningen kunde NKVD även stänga av och sätta på mikrofonen vilket gjorde den i princip omöjlig att upptäcka.